# Barão de Tavarede
Barão de Tavarede é um título nobiliárquico criado por D. João, Príncipe Regente de D. Maria I de Portugal, por Decreto de 7 de Setembro de 1804, em favor de D. João de Almada Quadros Sousa e Lencastre, antes 13.º Senhor de Tavarede de juro e herdade e depois 1.º Conde de Tavarede, Senhor das Lezírias de Buarcos, Senhor da Ponte da Barca.
Titulares
1. D. João de Almada Quadros Sousa e Lencastre, 1.º Barão e 1.º Conde de Tavarede;
2. D. Francisco de Almada Quadros Sousa e Lencastre, 2.º Barão e 2.º Conde de Tavarede.